# Le Royaume
Le Royaume is een Franse thriller uit 2024, geregisseerd en mede geschreven door Julien Colonna en zijn regiedebuut. De hoofdrollen worden vertolkt door Ghjuvanna Benedetti en Saveriu Santucci.

## Verhaal
De film speelt zich af in Corsica in 1995. Lesia, een vijftienjarig meisje, wordt op een motor meegenomen om zich bij haar vader te voegen die ondergedoken is in een afgelegen villa. Na een mislukte moordaanslag en verschillende afrekeningen tegen de achtergrond van een bendeoorlog, zullen vader en dochter die op de vlucht zijn, proberen elkaar beter te begrijpen en lief te hebben.

## Rolverdeling
| Acteur              | Personage           |
| ------------------- | ------------------- |
| Ghjuvanna Benedetti | Lesia Savelli       |
| Saveriu Santucci    | Pierre-Paul Savelli |
| Anthony Morganti    | Sté                 |
| Andrea Cossu        | Santu               |
| Frederic Poggi      | Petru               |
| Régis Gomez         | Ghjasé              |

## Productie
De geboorte van zijn dochter inspireerde Julien Colonna tot het creëren van een vader-dochterverhaal. Julien's vader Jean-Jérôme Colonna was zelf een peetvader van de Corsicaanse maffia, die in 2006 stierf onder verdachte omstandigheden. Le Royaume werd op locatie op Corsica opgenomen met een cast die grotendeels bestond uit niet-professionele lokale acteurs die voor het eerst acteerden. Op de laatste filmdag moest een cruciale bootscène worden herwerkt vanwege een storm boven de Golf van Ajaccio.

## Release en ontvangst
Le Royaume ging op 20 mei 2024 in première op het Filmfestival van Cannes in de Un certain regard-sectie. De film ging op 13 november 2024 in première in de Franse bioscopen. De film kreeg 4,1 op 5 sterren op Allociné van de filmcritici, gebaseerd op 34 beoordelingen. Le Royaume ontving in december 2024 twee nominaties voor de Prix Lumières.

## Prijzen en nominaties
De belangrijkste:
| Jaar | Prijs                   | Categorie                    | Genomineerde(n)     | Uitslag       |
| ---- | ----------------------- | ---------------------------- | ------------------- | ------------- |
| 2025 | Prix Lumières           | Beste jong vrouwelijk talent | Ghjuvanna Benedetti | In afwachting |
| 2025 | Prix Lumières           | Beste debuutfilm             | Julien Colonna      | In afwachting |
| 2024 | Filmfestival van Cannes | Prix Un certain regard       | Julien Colonna      | Genomineerd   |
| 2024 | Filmfestival van Cannes | Caméra d'or                  | Julien Colonna      | Genomineerd   |